# Cattleya warneri
Cattleya warneri é uma espécie que, em Outubro, enfeita orquidários, alguns pomares de propriedades rurais e as poucas matas montanhosas restantes no estado do Espírito Santo, com o lilás-vivo das flores. Elas chamam a atenção pelo seu tamanho e,  principalmente,  pela beleza,  num domínio absoluto no reino da flora local.

## História
Desde a colonização estrangeira do século passado, sobretudo de alemães e italianos, que penetraram pelo interior do Espírito Santo buscando as regiões altas, à procura de terras e clima mais ameno, a Cattleya warneri passou a ser ornamento em residências.
Posteriormente, com o advento da estrada de ferro, passando pelas localidades e trazendo pessoas de outros estados e mesmo de outros países, interessadas no cultivo das orquídeas, ela transformou-se em objeto procurado por proprietários de floriculturas ou colecionadores. Adquiriu um valor comercial e passou a interessar a determinados grupos que, por desejo de obter lucros ou por ter mais sensibilidade para o encanto da natureza, iniciaram a procura da planta. Surgiram, então os aficcionados, que a guardavam para  si  próprios ou  para comercializá-la, e os mateiros ou tiradores, que ganhavam para colhê-la.
Atualmente verificam-se algumas alterações quanto aos conhecimentos orquidófilos conseguidos, o esmero nas coleções e a racionalização da colheita, hoje proibida e sob fiscalização dos órgãos públicos próprios, além de novos métodos de cultivo e de negócio.

## Habitats
A Cattleya warneri é nativa do Espírito Santo e de Minas Gerais, também ocorrendo no norte do Rio de Janeiro e sul da Bahia. Começa a surgir em altitudes de 100 a 200 metros e ultrapassa, de pouco, os 800 metros. Ela prefere lugares com boa luminosidade, alto teor de umidade, cujo valor tem variações de 15 milímetros nos meses secos até 298 milímetros nos meses chuvosos, com mudanças de temperatura de 13,8 °C até 31,8 °C, sempre em locais de dias relativamente quentes e noites bem mais frias. As chuvas e as cerrações são responsáveis pelo alto teor de umidade.
Por ser própria da região Sudeste, com comportamento climático mais ou menos estável, a planta desenvolve-se, normalmente, nos lugares apropriados, inclusive sobre pedras, ainda que seja predominantemente epífita, sem nenhuma mudança aparente, apresentando-se apenas um pouco mais atarracada. Entretanto pode alcançar bons índices de crescimento. Naturalmente, ao encontrar ambiente mais propício em árvores ou arbustos, que conservam mais umidade em seus galhos, seu desenvolvmento se agiganta, podendo surgir plantas de grande porte.
No tipo padrão de espécies de orquídeas, as flores apresentam-se com uma certa uniformidade e na warneri não poderia ser diferente. Ela possui pétalas e sépalas lilases em tom claro ou até escuro. O labelo, que também é lilás, sofre mudanças, mas tão próximas, que é difícil dizer se determinada flor é dessa o daquela planta.
Além das pétalas e sépalas lilases, a Cattleya warneri tipo apresenta o labelo dentro de uma determinada gama de cores. Pode ser lilás e ter branco principalmente na parte superior e na coluna. Mais para perto da inserção da flor aparece o amarelo, que vai do limão ao amarronado. Na parte central interna do labelo há sempre uma mancha triangular, cheia, em um tom de lilás mais escuro e bem diferenciado. A separação da mancha é feita normalmente por coloridos lilases bem mais claros para a margem, podendo até ser branca, sem que a flor deixe de ser tipo.

## Características da planta
- Porte esparramado dos pseudobulbos. Ficam compactos com o auxítio de tutores.
- Pseudobulbos atarracados. Afinam mais bruscamente perto do rizoma (que é uma espécie de tronco rastejante da planta).
- Folhas ovaladas; comprimento maior que a largura.
- Brotação em Junho ou um pouco mais cedo.
- Grande período em estado latente, até a floração.
- Espata floral simples - a interna nunca ultrapassa a externa.
- Folhas fazendo ligeiro ângulo com o pseudobulbo.

## Características da flor
- Flores grandes, podendo atingir 22 centímetros de diâmetro.
- Tendência das pétalas à inclinação para baixo, o que dificulta a armação.
- Estrias da fauce (parte interna do labelo) com tendência a se unirem (o colorido marrom das mesmas e o amarelo, com pouca nitidez ou confundindo-se).
- Mês base da floração: Outubro.

## Variedade e classificação das flores
As variedades apresentam-se como uma diferenciação da flor, em função do tipo ou padrão, quer quanto ao colorido ou nuances, desenhos ou falta deles, principalmente no labelo.
A "força" da variedade deve ser tal que mesmo ao leigo seja permitido sentir que a flor é diferente.
As variedades são albinas, com predominância do branco, ou coloridas, com predominância do lilás.
- Albinas
  - ALBA - Flores inteiramente brancas,  tendo apenas o amarelo, do esverdeado ao ouro na fauce.
  - PSEUDOALBA - Aos menos avisados, passa por alba. As flores, bem observadas, têm em determinadas partes (pétalas e labelo) um quase imperceptível lilás-desmaiado.
  - ALBECENS - Flores com um leve sopro róseo ou lilás-claro nas pétalas e sépalas. O labelo é inteiramente branco, apresentando apenas o amarelo característico da fauce.

Nota: nesta variedade o colorido aparece de diferentes modos. Em um todo ou apenas em determinadas áreas das pétalas e sépalas, mas sempre muito fraco.
- - ALBA-PUNCTATA - Flores brancas, tendo apenas um ponto lilás-escuro no centro do labelo.
  - ALBA-STRIATA - Flores brancas, com uma estria vertical lilás-escura no centro do labelo.
  - ALBA-VENOSA - Flores brancas com veias lilás-escuras no centro do labelo.
  - AMOENA - Flores brancas com apenas um tênue sopro lilás-rosa-azulado na parte interior do labelo (é talvez a mais delicada das variedades).
  - AMESIANA - Flores com suavíssimo róseo nas pétalas, sépalas e labelo. Têm apenas na parte interna do labelo um colorido para mais intenso de um lilás-róseo (não o lilás do tipo).
  - AMETISTINA - Flores de um branco-acinzentado, mais para o branco. Apresenta na parte interna do labelo uma mancha forte, de um lilás-azulado intenso (para ametista).

Nota: não confundir com as Caeruleas.
- - COERULEA - As flores têm um sopro azulado e, no centro do labelo, uma mancha mais escura lilás-azulada e bem diferenciada.
  - SEMI-ALBA - Flores brancas com mancha do labelo bem viva e diferenciada, de um lilás-forte.

Nota: as semi-albas podem apresentar a mancha do labelo pequena, com margem branca grande ou cobrirem inteiramente a parte interna do mesmo.
- Coloridas
  - CONCOLOR ou UNICOLOR - As flores são uniformemente de uma única cor, podendo variar do lilás-claro ao escuro. Também as flores que apresentam apenas uma parte branca na fauce do labelo são consideradas concolores.
  - PUNCTATA - Flores de um colorido uniforme, com apenas um ponto lilás-forte no centro da parte interna do labelo.
  - STRIATA -  Semelhante à Punctata mas em vez do ponto, uma estria, de cima para baixo, no centro do labelo.
  - VENOSA - Flores semelhantes às anteriores mas com vários riscos ou veias no centro do labelo. Nota: quando as veias se unem ou se interceptam, as flores passam a ser venosas cheias. Também quando as veias se juntam no centro do labelo, formando um conjunto bem diferenciado, a flor leva o nome de "Mosca", devido à semelhança com o inseto.
  - MARGINATA - Flor que pode ser julgada como tipo. Entretanto, a mancha lilás intensa fica bem diferenciada e bem separada da margem do labelo, por vezes com até um centímetro separando, ou seja, um lilás da mesma cor das pétalas e sépalas, da margem da flor para a mancha escura.
  - INTEGRA - É também confundida com um tipo, mas aqui a mancha lilás escura toma toda a parte interna do labelo. Geralmente essas flores são de colorido intenso e são muito bonitas.
  - PÁLIDAS ou SUAVES - São flores semelhantes ao tipo mas de colorido lilás muito claro ou pálido. Não chegam a ser confundidas com as semi-albas mas são bem diferenciadas do lilás padrão.
  - ORLATA - Flores em que o lilás-forte cobre todo o labelo, inclusive a orla superior do mesmo. Flores raras de aparecerem e muito disputadas pelos colecionadores.

Nota: Convém salientar que as flores mais escuras (Tipo escuro, Integra ou Orlata) muitas vezes apresentam riscos lilases mais fortes nas pontas das pétalas e sépalas, quando passam a ser denominadas "flameadas".
- - LABELOIDE - É uma flor curiosa e às vezes bastante bonita. Ela apresenta-se com três labelos: o normal e outros dois, imitando e substituindo as inferiores. A sépala dorsal ou superior transforma-se em pétala.

Nota: Há várias modificações ou formas de Labeloides, inclusive algumas com apenas um risco longitudinal nas sépalas inferiores - amarelo ou branco. Outras vezes, apenas a sépala dorsal transforma-se em pétala.
- - TRILABELO - Flores com três labelos e três sépalas. As duas pétalas se transformam em pseudo-labelos, pois não têm coluna, conservando as sépalas em seu estado normal. Completamente diferente e superior (na versão orquidófila) à Labeloide.

Nota: Tanto a Labeloide, quanto a Tri-Labelo são as chamadas formas pelóricas. A Labeloide é flor de simetria zigomorfa ou irregular. A Tri-Labelo é flor de simetria regular ou actinomorfa.

## Clones mais conhecidos
- Tipo: "Dona Helga"; Florabela; Eudes ou Eudeliana.

- Variedades:
  - Alba: "Miss Minas Gerais"; Dona Mercedes; Guinle; Colossus.
  - Pseudo-Alba: Ricardo Bells.
  - Albescens: Santa Tereza; Dona Catarina.
  - Amesiana: Feu Rosa; Dona Lena; Waldomiro Janutt.
  - Coerulea: Rio Casca.
  - Semi-Alba: Renato Ximenes.
  - Venosa-Alba: Itabirana.
  - Venosa (extra): Dona Vitória.

## Considerações
É preciso ter em mente que na natureza tudo é relativo. Não se deve considerar o absoluto. Assim, pode-se notar o seguinte:
1. Influência muito grande do meio ambiente e as condições de cultivo.
2. Os fatores que mais atuam na modificação somática (da planta em si) são luminosidade e umidade. Muita luminosidade pode modificar a planta para pseudobulbos e folhas mais curtas e arredondadas. Pouca luminosidade faz pseudobulbos mais altos e mais finos e folhas mais compridas e estreitas. A umidade praticamente atua da mesma maneira. A cor das folhas e dos pseudobulbos também pode variar de acordo com as condições genéticas das plantas: com menos luz ficam mais verdes e com mais luz ficam amareladas ou avermelhadas.
3. É interessante notar que os albinos nunca adquirem o colorido avermelhado. Nem nas folhas, nem nos pseudobulbos e nem nas raízes.
4. Flores de cor lilás-escuro, com mais frequência, aparecem em plantas com tendência ao avermelhado nas folhas e nos pseudobulbos.
5. O aparecimento da Cattleya warneri na região Sudeste é impossível de ser determinado. Simplesmente ela surgiu em seus habitats naturais, em épocas remotas, por certas circunstâncias, obtendo condições próximas ao ideal para seu desenvolvimento e propagação. Certos vetores como os insetos, pássaros, o próprio homem e, principalmente, os ventos, são responsáveis pela distribuição natural da espécie. Contudo, havendo sempre certa limitação de espaço.
6. A maior concentração da espécie em determinada área (Espírito Santo e Minas Gerais), pode apontar o surgimento da mesma, sendo as áreas-limite o norte do estado do Rio de Janeiro e o Sul da Bahia.

Nota-se que a warneri nunca chegou a São Paulo e nem ao norte da Bahia (aqui ela atinge apenas regiões altas de Vitória da Conquista).